# Liste der Monuments historiques in Douaumont-Vaux
Die Liste der Monuments historiques in Douaumont-Vaux führt die Monuments historiques in der französischen Gemeinde Douaumont-Vaux auf.

## Liste der Immobilien
| Bezeichnung              | Beschreibung | Standort                                      | Kennzeichnung | Schutzstatus | Datum | Bild           |
| ------------------------ | --- | --------------------------------------------- | ------------- | ------------ | ----- | -------------- |
| Fort Douaumont           | 1885 erbaut, mehrfach verstärkt, im Ersten Weltkrieg stark beschädigt                                               | Douaumont, südwestlich der Wüstung (Lage)     | PA00106527    | Classé       | 1970  | weitere Bilder |
| Tranchée des Baïonnettes | Betondenkmal über verschüttetem Schützengraben, 1920, Architekt André Ventre                                        | Douaumont, südlich der Wüstung (Lage)         | PA00106528    | Classé       | 1922  | weitere Bilder |
| Fort Vaux                | von 1881 bis 1884 erbaut, mehrfach verstärkt, im Ersten Weltkrieg stark beschädigt; auch auf dem Gebiet von Damloup | Vaux-devant-Damloup, südlich des Ortes (Lage) | PA00106653    | Classé       | 1967  | weitere Bilder |